# Eugen von Vahlkampf
Eugen Vahlkampf, seit 1876 von Vahlkampf (* 16. Februar 1840 in Mainz; † 10. Februar 1902 in Mülverstedt), war ein preußischer Generalleutnant und Kommandant von Breslau.

## Leben

### Herkunft
Eugen war ein Sohn des Staatsministers Albert Ritter von Vahlkampf (1799–1858) und dessen Ehefrau Bertha, geborene Schmidt (1810–1875).

### Militärkarriere
Nach dem Besuch eines Gymnasiums trat Vahlkampf am 1. Oktober 1856 als Fahnenjunker in das 37. Infanterie-Regiment (5. Reserve-Regiment) der Preußischen Armee ein und avancierte bis Mitte Dezember 1858 zum Sekondeleutnant. Nach einem Kommando beim Lehr-Infanterie-Bataillon wurde er Ende April 1865 zum Adjutanten des II. Bataillons ernannt und nahm im Jahr darauf während des Krieges gegen Österreich an den Kämpfen bei Nachod, Skalitz, Schweinschädel und Königgrätz teil. Vahlkampf erhielt für sein Wirken den Roten Adlerorden IV. Klasse mit Schwertern, wurde kurz vor dem Friedensschluss Premierleutnant und war vom 9. November 1869 über den Beginn des Krieges gegen Frankreich bis zum 24. Oktober 1870 als Adjutant der 14. Infanterie-Brigade kommandiert. In dieser Eigenschaft nahm er an den Gefechten bei Toul, Beaumont, Sedan und Pierrefitte-sur-Seine teil. Während der Belagerung von Paris trat Vahlkampf mit der Beförderung zum Hauptmann am 24. Oktober 1870 als Kompaniechef in den Truppendienst zurück und kämpfte am Mont Valérien.
Ausgezeichnet mit beiden Klassen des Eisernen Kreuzes wurde er nach dem Frieden von Frankfurt am 11. November 1871 mit Patent vom 10. Februar 1869 in das 3. Posensche Infanterie-Regiment Nr. 58 versetzt. Mit der Versetzung in den Generalstab der Armee folgte Mitte April 1872 seine Überweisung zum Generalkommando des IV. Armee-Korps in Magdeburg. Daran schloss sich Ende Oktober 1873 die Versetzung zum Generalstab der 8. Division nach Erfurt an. Vahlkampf stieg Ende November 1874 zum Major auf und wurde am 11. September 1876 durch Kaiser Wilhelm I. in den erblichen preußischen Adelsstand erhoben.
Für zwei Jahre war er ab April 1877 im Generalstab des VII. Armee-Korps tätig, trat anschließend als Bataillonskommandeur im 8. Westfälischen Infanterie-Regiment Nr. 57 wieder in den Truppendienst zurück und wurde Mitte September 1881 Oberstleutnant. Unter Stellung à la suite beauftragte man Vahlkampf am 14. Juli 1885 zunächst mit der Führung des Oldenburgischen Infanterie-Regiments Nr. 91 und als Oberst war er ab dem 3. Dezember 1885 Regimentskommandeur. Sein Regimentschef Großherzog Peter II. verlieh ihm das Ehrenkomturkreuz seines Haus- und Verdienstordens. Mit der Beförderung zum Generalmajor erhielt Vahlkampf am 16. Februar 1889 das Kommando über die 40. Infanterie-Brigade in Braunschweig. Am 18. Oktober 1891 folgte seine Ernennung zum Kommandanten von Breslau und Mitte November wurde ihm in dieser Stellung der Charakter als Generalleutnant verliehen. In Genehmigung seines Abschiedsgesuches wurde er am 12. September 1896 mit Pension zur Disposition gestellt.

### Familie
Vahlkampf verheiratete sich am 8. Oktober 1874 in Mülverstedt mit Eugenie Gräfin von Hopffgarten (* 22. Oktober 1856), Tochter der Elisabeth Rasemann und des Julius Graf von Hopffgarten, beide aus Mülverstedt, dem Hauptsitz der Hopffgartens. Aus der Ehe gingen drei Kinder hervor:
- Albert (* 1876), preußischer Major ⚭ Ilka Müller
- Eugen (* 1877), deutscher Oberstleutnant
- Elisabeth (* 1879) ⚭ 1899 Oskar von Wartenberg (1859–1925), preußischer Generalmajor

Seine Ehefrau ist eine Urenkelin des 1790 in Grafenstand nobilitierten Georg Wilhelm von Hopffgarten.